# پوگانی‌سنت‌پتر
پوگانی‌سِنت‌پِتِر (به مجاری:  Pogányszentpéter) یک منطقهٔ مسکونی در مجارستان است که در ناحیه چورگو واقع شده‌است. پوگانی‌سنت‌پتر ۱۳٫۱۵ کیلومتر مربع مساحت و ۴۸۶ نفر جمعیت دارد.